# Vârful Neamțu, Munții Gârbova
Vârful Neamțu, Munții Gârbova este cel mai înalt vârf din Munții Gârbova cu 1.923 m.